# Aldo Spirito
Aldo Spirito (Napoli, 20 febbraio 1929 – 7 novembre 1987) è stato un ingegnere italiano della seconda metà del XX secolo. 
Ha unito la progettazione ingegneristica con l'architettura ed è diventato noto come l'architetto della cattedrale di San Paolo (1985) ad Abidjan, in Costa d'Avorio.

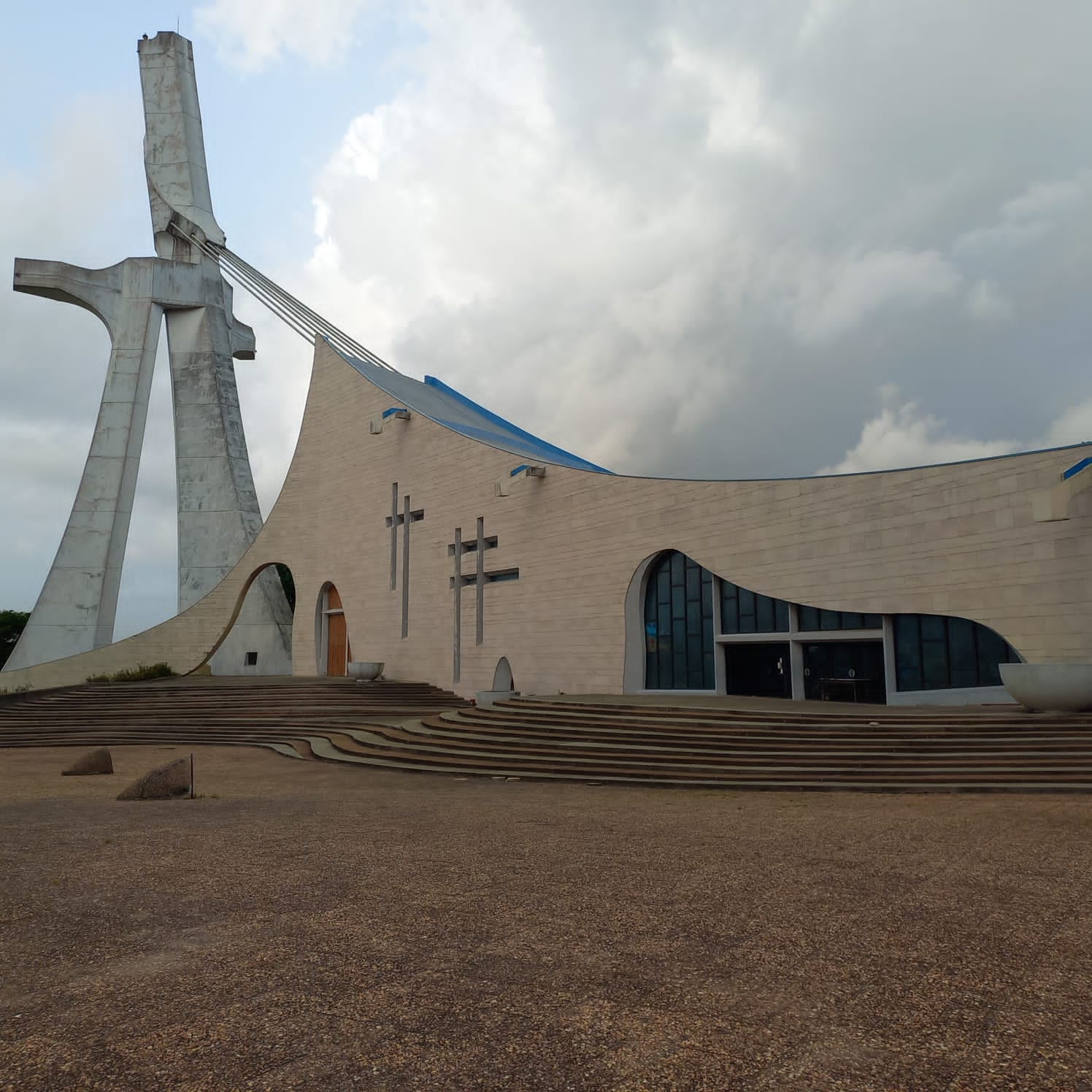
Cattedrale di San Paolo (1985), Abidjan, Costa d'Avorio

## Biografia
Laureato in ingegneria a Milano, dove gestisce uno studio di design.
Negli anni sessanta fu coinvolto nella progettazione del World Trade Center (Twin Towers) a New York e di un aeroporto in Sudan.
Spirito, tuttavia, si è fatto conoscere come progettista della Cattedrale di San Paolo (1980-85) e di Notre-Dame d'Afrique (1985-87), entrambe ad Abidjan. In letteratura, è quindi indicato come un architetto.
Subito dopo il completamento della Cattedrale di San Paolo, nel periodo 1985-90 Spirito si occupò come ingegnere strutturale nello sviluppo del quinto edificio degli uffici Snam, un progetto degli architetti Roberto Gabetti e Aimaro Isola, costruito a San Donato Milanese.
Spirito era membro del Rotary club. Lì, nel 1987, fu il promotore di una borsa di studio per neolaureati del sud Italia (che all'epoca era economicamente indietro rispetto al resto del paese) per consentire di svilupparsi professionalmente a Milano, con l'obiettivo di applicare queste conoscenze nella loro regione di origine. Questa borsa di studio è stata intitolata a Spirito.